# 47. Golden Globe-gála
Az 47. Golden Globe-gálára 1990. január 20-án, vasárnap került sor, az 1989-ben mozikba, vagy képernyőkre került amerikai filmeket, illetve televíziós sorozatokat díjazó rendezvényt a kaliforniai Beverly Hillsben, a Beverly Hilton Hotelben tartották meg.
A 47. Golden Globe-gálán Audrey Hepburn vehette át a Cecil B. DeMille-életműdíjat.

## Filmes díjak
A nyertesek félkövérrel jelölve.

### Legjobb film (dráma)
- Született július 4-én
  - Bűnök és vétkek
  - Holt költők társasága
  - Szemet szemért
  - Glory

### Legjobb film (musical vagy vígjáték)
- Miss Daisy sofőrje
  - A kis hableány
  - Shirley Valentine
  - A rózsák háborúja
  - Harry és Sally

### Legjobb színész (dráma)
- Tom Cruise – Született július 4-én
  - Daniel Day-Lewis – A bal lábam
  - Jack Lemmon – Dad
  - Al Pacino – A szerelem tengere
  - Robin Williams – Holt költők társasága

### Legjobb színész (musical vagy vígjáték)
- Morgan Freeman – Miss Daisy sofőrje
  - Billy Crystal – Harry és Sally
  - Michael Douglas – A rózsák háborúja
  - Steve Martin – Vásott szülők
  - Jack Nicholson – Batman

### Legjobb színésznő (dráma)
- Michelle Pfeiffer – Azok a csodálatos Baker fiúk
  - Sally Field – Acélmagnóliák
  - Jessica Lange – Music Box
  - Andie MacDowell – Szex, hazugság, video
  - Liv Ullmann – A rózsakert

### Legjobb színésznő (musical vagy vígjáték)
- Jessica Tandy – Miss Daisy sofőrje
  - Pauline Collins – Shirley Valentine
  - Meg Ryan – Harry és Sally
  - Meryl Streep – Nőstényördög
  - Kathleen Turner – A rózsák háborúja

### Legjobb mellékszereplő színész
- Denzel Washington – Glory
  - Danny Aiello – Szemet szemért
  - Marlon Brando – Száraz fehér évszak
  - Sean Connery – Indiana Jones és az utolsó kereszteslovag
  - Ed Harris – Bicska
  - Bruce Willis – Az ellenség földjén

### Legjobb mellékszereplő színésznő
- Julia Roberts – Acélmagnóliák
  - Laura San Giacomo – Szex, hazugság, video
  - Bridget Fonda – Botrány
  - Brenda Fricker – A bal lábam
  - Dianne Wiest – Vásott szülők

### Legjobb rendező
- Oliver Stone (Született július 4-én)
  - Spike Lee (Szemet szemért)
  - Rob Reiner (Harry és Sally)
  - Peter Weir (Holt költők társasága)
  - Edward Zwick (Glory)

### Legjobb forgatókönyv
- Született július 4-én – Ron Kovic és Oliver Stone
  - Holt költők társasága – Tom Schulman
  - Szemet szemért – Spike Lee
  - Glory – Kevin Jarre
  - Szex, hazugság, video – Steven Soderbergh
  - Harry és Sally – Nora Ephron

### Legjobb eredeti betétdal
- Under the Sea – A kis hableány - Alan Menken és Howard Ashman
  - "After All" – Az ég is tévedhet
  - "Kiss the Girl" – A kis hableány
  - "I Love to See You Smile" – Vásott szülők
  - "The Girl Who Used to Be Me" – Shirley Valentine

### Legjobb eredeti filmzene
- A kis hableány – Alan Menken 
  - Született július 4-én – John Williams
  - A háború áldozatai – Ennio Morricone
  - Azok a csodálatos Baker fiúk – Dave Grusin
  - Glory – James Horner

### Legjobb idegen nyelvű film
- Cinema Paradiso – Olaszország
  - Camille Claudel – Franciaország
  - Montreáli Jézus – Kanada
  - Női ügyek – Franciaország
  - Zivot sa stricem – Jugoszlávia

## Televíziós díjak
A nyertesek félkövérrel jelölve.

### Legjobb televíziós sorozat (dráma)
- China Beach
  - In the Heat of the Night
  - L.A. Law
  - Thirtysomething
  - Gyilkos sorok
  - Wiseguy

### Legjobb televíziós sorozat (musical vagy vígjáték)
- Murphy Brown
  - Cheers
  - Designing Women
  - Empty Nest
  - Öreglányok
  - The Wonder Years

### Legjobb televíziós minisorozat vagy tévéfilm
- Texasi krónikák: Lonesome Dove
  - Eltűnt egy kisfiú
  - My Name is Bill W.
  - Roe vs. Wade
  - Small Sacrifices

### Legjobb színész, televíziós sorozat (dráma)
- Ken Wahl – Wiseguy
  - Corbin Bernsen – L.A. Law
  - Harry Hamlin – L.A. Law
  - Carroll O'Connor – In the Heat of the Night
  - Ken Olin – Thirtysomething

### Legjobb színész, televíziós sorozat (musical vagy vígjáték)
- Ted Danson –  Cheers
  - John Goodman –  Roseanne
  - Fred Savage – The Wonder Years
  - Richard Mulligan – Empty Nest
  - Judd Hirsch – Dear John

### Legjobb színész, televíziós minisorozat vagy tévéfilm
- Robert Duvall – Texasi krónikák: Lonesome Dove
  - John Gielgud – Forrongó világ
  - Ben Kingsley – Murderers Among Us: The Simon Wiesenthal Story
  - Lane Smith – The Final Days
  - James Woods – My Name is Bill W.

### Legjobb színésznő, televíziós sorozat (dráma)
- Angela Lansbury – Gyilkos sorok
  - Dana Delany – China Beach
  - Susan Dey – L.A. Law
  - Jill Eikenberry – L.A. Law
  - Mel Harris – Thirtysomething

### Legjobb színésznő, televíziós sorozat (musical vagy vígjáték)
- Jamie Lee Curtis – Anything But Love
  - Kirstie Alley – Cheers
  - Candice Bergen – Murphy Brown
  - Stephanie Beacham  – Sister Kate
  - Tracey Ullman – The Tracey Ullman Show

### Legjobb színésznő, televíziós minisorozat vagy tévéfilm
- Christine Lahti – No Place Like Home
  - Farrah Fawcett – Small Sacrifices
  - Holly Hunter – Roe vs. Wade
  - Jane Seymour – War and Remembrance
  - Loretta Young – Lady in the Corner

### Legjobb mellékszereplő színész, televíziós sorozat, televíziós minisorozat vagy tévéfilm
- Dean Stockwell – Quantum Leap – Az időutazó
  - Chris Burke – Life Goes On
  - Larry Drake – L.A. Law
  - Tommy Lee Jones  – Texasi krónikák: Lonesome Dove
  - Michael Tucker – L.A. Law

### Legjobb mellékszereplő színésznő, televíziós sorozat, televíziós minisorozat vagy tévéfilm
- Amy Madigan – Roe vs. Wade
  - Anjelica Huston – Texasi krónikák: Lonesome Dove
  - Rhea Perlman – Cheers
  - Susan Ruttan – L.A. Law
  - Julie Sommars – Matlock

## Különdíjak

### Cecil B. DeMille-életműdíj
A Cecil B. DeMille-életműdíjat Audrey Hepburn vehette át.

### Miss/Mr.Golden Globe
- Katharine Kramer[3]

## Fordítás
Ez a szócikk részben vagy egészben  a(z)   47th Golden Globe Awards című angol Wikipédia-szócikk ezen változatának fordításán alapul.  Az eredeti cikk szerkesztőit annak laptörténete sorolja fel. Ez a jelzés csupán a megfogalmazás eredetét és a szerzői jogokat jelzi, nem szolgál a cikkben szereplő információk forrásmegjelöléseként.